# Nova Southeastern University
La Nova Southeastern University (NSU o, informalmente, Nova) es una universidad privada con su campus principal en Davie, Florida. La universidad consta de 18 centros, y las escuelas que ofrecen más de 150 programas de estudio. Las ofertas universitarias, son carreras en las ciencias sociales, derecho, negocios, medicina, y educación.
En 2019, 20,576 estudiantes estaban matriculados en Nova Southeastern University. Con un campus principal de 180 cuadras en Davie, Florida, NSU opera campus adicionales en Dania Playa, Playa de Miami Del norte, Tampa, Florida, y otros centros en el estado de Florida.
La universidad fue fundada en 1964 como Nova University of Advanced Technology en un anterior campo naval de aterrizaje construido durante la Segunda Guerra Mundial, ofreciendo primero carreras en las ciencias físicas y sociales. En 1994 fue fusionado con el Southeastern University of the Health Sciences de donde deriva su nombre actual.